# 17262 Winokur
17262 Winokur (2000 JS62) là một tiểu hành tinh vành đai chính được phát hiện ngày 9 tháng 5 năm 2000 bởi nhóm nghiên cứu tiểu hành tinh gần Trái Đất phòng thí nghiệm Lincoln ở Socorro.